# Психологічні втрати
 Бойові психічні втрати  – це втрати особового складу, пов’язані з втратою боєздатності (повної або часткової) унаслідок психічної травми (розладу), спричиненої стрес-факторами бойової обстановки, що травмують психіку (Ягупов В. В.). [с.447].
 Психогенні втрати  – це люди, що втратили на короткий або тривалий час боєздатність внаслідок впливу бойових психогенних стрес-факторів (Караяні А. Г., Сиромятніков І. В.)  [258].
Учені вважають, що термін «психологічні втрати» є синонімом таких термінів як «психогенні втрати», «втрати психіатричного профілю». На їх думку ці терміни означають однакові явища [с. 39].

## Види психологічних втрат
Методологічною підставою для класифікації психологічних втрат є умови виконання завдань особовим складом.
 Видами психологічних втрат є: 
1. Психологічні (психогенні) втрати в бойових умовах.
2. Психологічні втрати в умовах повсякденної життєдіяльності.
3. Психологічні втрати у надзвичайних (особливих, екстремальних) умовах.

## Психологічні (психогенні) втрати в бойових умовах
Психологічні втрати в бойових умовах прийнято називати психогенними втратами. 

### Підходи до розуміння сутності психогенних втрат
Науковці А. Г. Караяні  й І. В. Сиромятніков  стверджують, що на сьогоднішній день сформувалось три підходи до розуміння сутності психогенних втрат і дають їм стислу характеристику.
Відповідно до  першого підходу  психогенні втрати – це особовий склад, що залишився в строю, але втратив необхідну боєздатність у результаті впливу сильних психотравмуючих факторів.
За  другим підходом  психогенні втрати складають люди, які втратили на певний час необхідну активність через порушення регулюючої, керуючої функції психіки внаслідок впливу стрес-факторів бойової обстановки. Вони включають два компоненти: санітарні психогенні втрати та власне психогенні втрати. Від першого підходу така позиція відрізняється визнанням санітарних психогенних втрат, що припускають тимчасовий або остаточний вихід військовослужбовців з бойового строю. У розряд психогенних втрат потрапляють і ті військовослужбовці, які нормально поводяться у звичайній ситуації, але втрачають контроль над собою в бою, поводяться неадекватно вимогам бойової обстановки.
За даними іноземних фахівців таких військовослужбовців близько 75 %. Сюди віднесено всіх, хто не може цілеспрямовано регулювати свою поведінку, осмислено, ефективно виконувати свої обов’язки. Тобто в зазначену категорію потрапляють різноманітні випадки втрати боєздатності, бойової активності й ефективності. Переляк, страх, непевність, втрата здатності адекватно оцінювати обстановку, фрустрація – ці й інші психічні стани складають так звані “короткочасні психологічні втрати”. 
У межах  третього підходу  під психогенними втратами розуміють військовослужбовців, що істотно знизили, втратили або припинили бойову активність внаслідок дії несприятливих психогенних факторів. Тобто вони є складовими елементами невідновних, санітарних (бойових і небойових) втрат, а також мають власний зміст. На думку А. Г. Караяні  й І. В. Сиромятнікова  останній підхід є найбільш прийнятним.

### Класифікація психогенних втрат
Для дотримання єдиного підходу до класифікації втрат пропонується бойові психогенні втрати поділяти на безповоротні, санітарні і тимчасові
 Безповоротні психогенні втрати  – втрата військовослужбовцями боєздатності, внаслідок якої стає неможливим повернення особового складу до строю взагалі.
 Санітарні психогенні втрати  – втрата військовослужбовцями боєздатності, відновлення якої досягають наданням психологічної допомоги та реабілітації у відповідних пунктах надання психологічної допомоги та реабілітації.
 Тимчасові психогенні втрати  – короткотермінова втрата боєздатності особового складу, відновлення якої досягають методом само- та взаємодопомоги безпосередньо в підрозділі у бойовій обстановці. [с. 40, 41].
За підрахунками фахівців, у Другій світовій війні бойові психогенні травми склали близько 7% усіх санітарних втрат, у період арабо-ізраїльських війн (1973) їх кількість зросла до 25%. На підставі цього зарубіжні аналітики роблять висновок, що бойові психогенні втрати на сучасному театрі воєнних дій можуть скласти до 13% від загальної чисельності військ і до 30% від кількості усіх санітарних втрат. [с. 39]. .
Відомим є зв’язок між збільшенням психогенних втрат і тривалістю перебування на фронті. За даними досліджень кількість психічних хворих (санітарні психологічні втрати) у роки Першої світової війни в германській армії збільшувалася з тривалістю бойових дій та із збільшенням числа поразок і невдач на фронтах. Так, у серпні 1914 р. на 360 поранених доводився тільки 1 із психічним розладом, а вже в листопаді – 1 на 30 поранених, у грудні – 1 на 20, у 1915–1916 р. – 1 на 10, а в 1916–1917 р. – 1 на 9 поранених [261, 262].

### Залежність обсягів психогенних втрат від психотравмуючих факторів
Ізраїльськими психологами встановлено, що особи, які раніше зазнали бойових психічних травм, більш уразливі у відношенні їхньої психологічної стійкості, надійності в майбутньому. 
Значно схильні до психологічних втрат особи без бойового досвіду, без досвіду адаптації до гиперстресорів бою. 
Найвищою є емоційно-вольова стійкість у досвідчених воїнів, які не зазнали бойових психічних травм.
 У бою з низькою інтенсивністю  найбільш психічно стійкими залишалися ветерани, найменш стійкими – ті, хто раніше зазнав бойових психічних травм. Ті, хто брав участь у війні вперше, показали проміжні результати.
 У боях з високою інтенсивністю  різко зростає відсоток психологічних втрат серед новобранців і осіб, які показали раніше невисоку психологічну стійкість до факторів бою [193] .

### Оцінювання психогенних втрат
На думку вчених,  розрахунки психогенних втрат мають орієнтовний, імовірнісний характер . 
Під  величиною психогенних втрат  розуміють розміри втрат в абсолютних цифрах (кількість людей).
Для розрахунку психогенних втрат на день бою в умовах звичайної війни можуть бути використані розрахунки С. В. Чермяніна. 
Прояви психічної дезадаптації у вигляді гострих психологічних стресових реакцій виявляться вже протягом першої доби бою не менше ніж у 5–7 % військовослужбовців, причому у 80 % з них вони будуть швидкоплинними (від хвилин до десятків хвилин) і редукуватимуться при змінах бойової обстановки.
У 20 % потерпілих (контингент уражених бойовими психічними травмами) тривалість розладів перевищить 1–2 год, і їх можуть направляти в медичні підрозділи. З них 65 % як ті, що короткостроково вибули зі строю протягом доби та повернуться в частину. Критерієм повернення в стрій вважається не повна відсутність у них патопсихологічної симптоматики, а здатність до виконання своїх обов’язків. 7–10 % залишаться в медичних підрозділах, 25–28 % направлятимуть на наступний етап медичної евакуації. Останні дві категорії потерпілих складуть санітарні психологічні втрати.
Всього в загальній структурі санітарних втрат психологічні санітарні втрати можуть складати 10–14 % (0,3–0,5 % від чисельності особового складу, що бере активну участь у бойових діях).
За неможливості медичного сортування фахівцями, не менше 50 % осіб із психічними стресовими реакціями потраплятимуть на наступний етап медичної евакуації, що може призвести у них до фіксації хворобливої симптоматики й погіршення прогнозу повернення в стрій. У зв’язку із чим питома вага санітарних психологічних втрат у загальній структурі санітарних втрат може зрости до 24 % (1 % від особового складу військ, що беруть участь у бойових діях) [с. 263].
 Методику прогнозування психогенних втрат   розроблено О. А. Бліновим. За О. А. Бліновим прогнозування психогенних втрат можна розділити на два напрями.
 Перший підхід  відображає фіксовані значення втрат у результаті бойової психічної травми. Психогенні втрати особового складу, що братиме участь у бойових діях, уже в перші дні складатимуть не менше 7–15 % у загальній структурі санітарних втрат з їх наступним збільшенням із зростанням інтенсивності та тривалості бойових дій. Розрахунок психогенних втрат здійснюється за результатами математичних обчислень на основі загальної чисельності особового складу підрозділів.
 Другий підхід  пропонує використання прогнозування на основі врахування відповідних умов діяльності й може бути поданий у трьох видах: табличному, об’єднаному та інтегративному [с. 54–59] .

## Психологічні втрати в умовах повсякденної життєдіяльності
Психіка особового складу повсякденно перебуває під впливом як захисної, так і руйнівної дії об’єктивної дійсності. Чинниками такого впливу є різноманітні природні явища, суспільство, держава, оточення і сама особистість. І. А. Баєва стверджує, що людину, яка не має психологічної захищеності   і внутрішнього ресурсу опірності до негативних впливів, можна вивести з ладу або вона повністю втрачає можливість для свого ефективного функціонування. Сьогодні є небезпека, що ті сили, які покликані підтримувати захищеність людини на різних етапах  життя, не підготовлені для забезпечення психологічної безпеки, і через це можуть бути деструктивними [с. 2] .

### Раціональні психологічні втрати
Руйнівна дія об’єктивної дійсності, що відображається на раціональному рівні психіки людини і негативно впливає на мотивацію особового складу до діяльності, визначається як  раціональні психологічні втрати . 
 Раціональні психологічні втрати особового складу  – це негативні зміни на раціональному рівні психіки військовослужбовців у разі виявлення невідповідності характеристик суспільного буття і суспільної свідомості еталонним зразкам та інтересам особового складу в результаті раціонально-ціннісного відбиття об’єктивної дійсності та особистісних якостей у свідомості військовослужбовців. 
 Раціональні психологічні втрати негативно впливають на такі якості  військовослужбовців, як цілеспрямованість, ініціативність, дисциплінованість, вимогливість, наполегливість, старанність, принциповість, організованість, терплячість та ін. Наслідками негативної дії раціональних психологічних втрат може бути безвідповідальне та формальне ставлення військовослужбовців до виконання своїх посадових обов’язків. За певних обставин високий рівень раціональних психологічних втрат може спонукати окремих військовослужбовців, невеликі групи та цілі підрозділи до невиконання поставлених службово-бойових завдань і навіть до переходу на бік протидіючих сил. 
Рівень раціональних психологічних втрат (РРПВ) є різницею між рівнем абсолютного (еталонного, ідеального) раціонального психологічного захисту (РАРПЗ) і рівнем реального (дослідженого) раціонального психологічного захисту, показник якого тотожний дослідженому рівню  морального духу особового складу.
 Абсолютний раціональний психологічний захист особового складу  – це система захисної дії об’єктивної дійсності та особистісного механізму психологічного захисту військовослужбовців, яка забезпечує надійне функціонування їх психіки під час повсякденної життєдіяльності та виконання службово-бойових завдань у надзвичайних умовах за повної відповідності характеристик суспільного буття і суспільної свідомості еталонним зразкам та інтересам особового складу в результаті раціонально-ціннісного відбиття реальної дійсності та особистісних якостей. За 100-бальною шкалою оцінювання рівень абсолютного (еталонного, ідеального) раціонального психологічного захисту завжди дорівнюватиме 100 балам.
 Раціональний психологічний захист особового складу  – це система захисної дії об’єктивної дійсності та особистісного механізму психологічного захисту військовослужбовців, яка забезпечує надійне функціонування психіки особового складу під час повсякденної життєдіяльності та виконання службово-бойових завдань у надзвичайних умовах  на рівні відповідності характеристик суспільного буття і суспільної свідомості еталонним зразкам та інтересам особового складу в результаті раціонально-ціннісного відбиття реальної дійсності і особистісних якостей у свідомості військовослужбовців [с. 204, 209].  

### Чуттєві психологічні втрати
Руйнівна дія об’єктивної дійсності, що відбивається на чуттєвому рівні психіки людини і негативно впливає на душевні переживання особового складу, визначається як  чуттєві  психологічні втрати  . 
  Чуттєві психологічні втрати особового складу  – це негативні зміни на чуттєвому рівні психіки військовослужбовців у випадку виявлення невідповідності характеристик суспільного буття і суспільної свідомості еталонним зразкам та інтересам особового складу в результаті чуттєво-ціннісного відбиття об’єктивної дійсності та особистісних якостей у свідомості військовослужбовців.
 Наслідками чуттєвих психологічних втрат можуть бути  підвищена тривожність, збудливість, конфліктність, передчасна втома, зниження працездатності, нехворобливі форми поведінки з відхиленнями, різні стани з нервово-психічною нестійкістю та ін.
Рівень чуттєвих психологічних втрат є різницею між рівнем абсолютного (еталонного, ідеального) чуттєвого психологічного захисту і рівнем реального (дослідженого) чуттєвого психологічного захисту, показник якого тотожний дослідженому рівню морально-психологічного стану особового складу.
  Абсолютний чуттєвий  психологічний захист особового складу  –  це система захисної дії об’єктивної дійсності та особистісного механізму психологічного захисту військовослужбовців, яка забезпечує надійне функціонування їх психіки під час повсякденної життєдіяльності та виконання службово-бойових завдань у надзвичайних умовах при повній відповідності характеристик суспільного буття і суспільної свідомості еталонним зразкам та інтересам особового складу в результаті чуттєво-ціннісного відбиття реальної дійсності та особистісних якостей. За 100-бальної шкали оцінювання, рівень абсолютного (еталонного, ідеального) чуттєвого психологічного захисту завжди дорівнюватиме 100 балам.
 Чуттєвий психологічний захист особового складу  –  це система захисної дії об’єктивної дійсності та особистісного механізму психологічного захисту військовослужбовців, яка забезпечує надійне функціонування психіки особового складу під час повсякденної життєдіяльності та виконання службово-бойових завдань у надзвичайних умовах  на рівні відповідності характеристик суспільного буття і суспільної свідомості еталонним зразкам та інтересам особового складу в результаті чуттєво-ціннісного відбиття реальної дійсності і особистісних якостей у свідомості військовослужбовців [с.  204, 205, 209, 210].  

### Базові психологічні втрати
Показник базових психологічних втрат дорівнює сумі раціональних та чуттєвих психологічних втрат.
 Базові психологічні втрати особового складу  – це негативні зміни структурних компонентів психіки особового складу у разі виявлення невідповідностей предметної дійсності, суспільного буття, суспільної свідомості та особистісних якостей еталонним зразкам та інтересам військовослужбовців, які понижують якість службової діяльності особового складу під час повсякденної життєдіяльності.

### Оцінювання, класифікація та інтерпретація базових психологічних втрат
Для оцінювання раціональних, чуттєвих та базових психологічних втрат застосовується 100 бальна шкала оцінювання та чотирьохрівнева градація отриманих показників.
Залежно від отриманих показників,   рівень базових психологічних втрат (РБПВ) класифікується    як  «незначний», «значний», «великий», «небезпечний», зокрема: «незначний» [0…33]; «значний» [33,1…50]; «великий» [50,1…67]; «небезпечний»  [67,1…100].
 Інтерпретація показників рівня базових психологічних втрат  є такою:
- «незначний»   РБПВ  – психологічні втрати особового складу під час повсякденної життєдіяльності є незначними; можливі факти свідомого порушення служби окремими військовослужбовцями;
- «значний»  РБПВ  – психологічні втрати особового складу під час повсякденної життєдіяльності є значними; можливі факти свідомого порушення служби окремими військовослужбовцями чи їх відмова від служби;
- «великий» РБПВ   – психологічні втрати особового складу під час повсякденної життєдіяльності є великими; можливі факти свідомого порушення служби малими групами військовослужбовців чи їх відмова від служби;
- «небезпечний»  РБПВ  – психологічні втрати особового складу під час повсякденної життєдіяльності є небезпечними; можливі факти свідомого порушення служби великими групами військовослужбовців чи їх відмова від служби.

Відношенням базового психологічного захисту до базових психологічних втрат визначається показник  базової психологічної безпеки особового складу. Рівень базового психологічного захисту тотожний показнику  людського фактору військових формувань [с. 209–212].

## Психологічні втрати у надзвичайних (особливих, екстремальних) умовах
Як свідчить вітчизняний і закордонний досвід, військові частини і підрозділи виконують не тільки повсякденні завдання, а й завдання, що виникають раптово. Тому психологічні втрати особового складу під час виконання завдань у надзвичайних (екстремальних, особливих) умовах узагальнюються категорією  «ситуаційні» . 

### Ситуаційні психологічні втрати
Психологічні втрати внаслідок ситуаційних психологічних загроз, тобто психологічних загроз, що впливають на особовий склад під час виконання службово-бойових завдань у надзвичайних (екстремальних, особливих) умовах, позначено категорією «ситуаційні психологічні втрати». 
 Ситуаційні психологічні втрати особового складу  – це негативні зміни структурних компонентів психіки військовослужбовців під впливом різноманітних психологічних загроз під час виконання службово-бойових завдань у надзвичайних (екстремальних) умовах.  
У даному значенні ситуаційні психологічні втрати розглядаються і досліджуються у межах діалектичної єдності раціональних і чуттєвих психологічних втрат, яких зазнає особовий склад під впливом ситуаційних психологічних загроз в ході виконання службово-бойових завдань у надзвичайних (екстремальних) умовах. Вираженням ситуаційних психологічних втрат є негативні зміни на раціональному і чуттєвому рівнях психіки особового складу,  що негативно позначається на мотиваційно-вольових якостях, емоційному стані та психічному здоров’ї військовослужбовців. 

### Оцінювання ситуаційних психологічних втрат
В основі оцінювання рівня ситуаційних психологічних втрат є 100 бальна шкала оцінювання та загальний коефіцієнт негативної дії усіх ситуаційних психологічних загроз.
Для встановлення загального коефіцієнта негативної дії усіх ситуаційних психологічних загроз всі ситуаційні психологічні загрози поділено на чотири  види негативної дії  (незначної, значної, великої, небезпечної), а кожен вид ситуаційних психологічних загроз – на чотири  підвиди інтенсивності негативної дії  (низької, середньої, підвищеної, масованої). Для кожного виду ситуаційних психологічних загроз визначено шкалу коефіцієнтів психологічних втрат, а для кожного підвиду ситуаційних психологічних загроз – фіксований показник коефіцієнта психологічних втрат у межах шкали відповідного виду ситуаційних психологічних загроз [с. 214–221].

### Класифікація ситуаційних психологічних втрат
Залежно від отриманих показників,   рівень ситуаційних психологічних втрат   (РСПВ) (за 100 бальною шкалою оцінювання)   класифікують    як «незначний», «значний», «великий», «небезпечний», зокрема:
- «незначний» РСПВ [0…25];
- «значний» РСПВ [25,1…50];
- «великий» РСПВ [50,1…75];
- «небезпечний» РСПВ [≥75,1] [с. 221][4].

### Інтерпретація ситуаційних психологічних втрат
Інтерпретація показників рівня ситуаційних психологічних втрат   є такою:
- «незначний»  РСПВ   – під впливом визначених ситуаційних психологічних загроз імовірні негативні зміни структурних компонентів психіки військовослужбовців, для попередження і подолання  можливих наслідків є доцільним проведення з особовим складом окремих заходів морально-психологічного забезпечення;
- «значний»  РСПВ    – під впливом визначених ситуаційних психологічних загроз імовірні негативні зміни структурних компонентів психіки військовослужбовців, для попередження і подолання  можливих наслідків є доцільним проведення з особовим складом комплексу заходів морально-психологічного забезпечення;
- «великий»  РСПВ    – під впливом встановлених ситуаційних психологічних загроз імовірні негативні зміни структурних компонентів психіки військовослужбовців, для попередження і подолання  можливих наслідків є доцільним проведення з особовим складом комплексу заходів морально-психологічного забезпечення з наданням окремим особам психологічної допомоги;
- «небезпечний»  РСПВ  – під впливом встановлених ситуаційних психологічних загроз імовірні негативні зміни структурних компонентів психіки військовослужбовців, для попередження і подолання  можливих наслідків є доцільним проведення з особовим складом комплексу заходів морально-психологічного забезпечення з наданням окремим особам медичної допомоги [с. 221] [4].

## Автоматизований розрахунок психологічних втрат
Для уніфікації дій та скорочення часу на проведення необхідних розрахунків з оцінювання психологічних втрат розроблено   «Програму автоматизованого розрахунку рівнів базового психологічного захисту (людського фактору військових формувань), психологічних втрат та психологічної безпеки особового складу» , яка у формі окремого файла додається до «Методики оцінювання та прогнозування психологічних втрат і психологічної безпеки особового складу» [с. 191–239].